# Torvizcón
Torvizcón település Spanyolországban, Granada tartományban. Torvizcón Almegíjar, Albondón, Cástaras, Sorvilán, Polopos, Órgiva és La Taha községekkel határos. Lakosainak száma 621 fő (2024).

## Népesség
A település népessége az elmúlt években az alábbi módon változott:
| Lakosok száma | 888  | 807  | 803  | 784  | 755  | 710  | 682  | 648  | 634  | 621  |
|               | 2001 | 2004 | 2006 | 2009 | 2011 | 2014 | 2016 | 2019 | 2021 | 2024 |